# Ковальски, Лех
Лех Ковальски (род. 1951) — американский кинорежиссёр польского происхождения. Родился в Лондоне в семье поляков.
Его наиболее заметным фильмом является документальный фильм D.O.A. с подзаголовком A Rite of Passage, в котором рассказывается о растущей британской панк-сцене в конце 1970-х годов, а также включаются кадры неудавшегося американского турне Sex Pistols в 1978 году.
Он также снял фильм «История наркомана» с Джоном Спейсли в главной роли и «Рожденные проиграть: последний рок-н-ролльный фильм» о Джонни Сандерсе из New York Dolls и The Heartbreakers. Он также создал Hey! Is Dee Dee Home?, посвящённый басисту Ramones Ди Ди Рамону и его борьбе с героиновой зависимостью.

## Фильмография
- D.O.A. (1980)
- История наркомана (1987)
- Рок-суп (1991)
- Чико и люди (1992)
- Рожденные проиграть: Последний рок-н-ролльный фильм (1999)
- Сапожная фабрика (2000)
- Привет! Ди Ди дома? (2002)
- На шоссе Гитлера (2002)
- К востоку от рая (2005), о его матери.[2]
- Дневник женатого мужчины (2005)
- Конец света начинается с лжи (2010)
- Святое поле, Священная война (2013)
- Drill Baby Drill (документальный)|Drill Baby Drill / La malédiction du gaz de schiste / Gas-Fieber (2013)
- Я плачу за твою историю (2015)
- Разнеси его вдребезги (2019)